# Bessey-en-Chaume
 Bessey-en-Chaume  es una población y comuna francesa, en la región de Borgoña, departamento de Côte-d'Or, en el distrito de Beaune y cantón de Bligny-sur-Ouche.

## Demografía
| 98 | 99 | 82 | 79 | 87 | 98 |
| Para los censos de 1962 a 1999 la población legal corresponde a la población sin duplicidades (Fuente: INSEE [Consultar]) |    |    |    |    |    |